# 吉森大学
50°34′49.3″N 08°40′38″E / 50.580361°N 8.67722°E
吉森大学，全称吉森尤斯图斯-李比希大学（德语：Justus-Liebig-Universität Gießen，缩写为JLU），是一所位于德国黑森州吉森的公立大学，1607年由黑森-达姆施塔特伯爵路德维希五世（Ludwig V.）建立，是德国最古老的大学之一。
1945年以前学校的正式名称一直是路德维希大学（Ludwigsuniversität），以此来纪念这位学校的奠基人。1957年，经过战后重建，学校以曾在此工作过的化学家尤斯图斯·李比希来命名并沿用至今。
学校所处的吉森市位于黑森州中部，距法兰克福70公里，位置优越，交通便利，其大学生占总人口的比例在全德国排名第一。和毗邻的马尔堡以及诸如海德堡、弗莱堡、蒂宾根、格丁根这样的德国城市类似，凭借着庞大的学生数目以及不设围墙的学校，吉森堪称一座名副其实的大学城。

## 历史

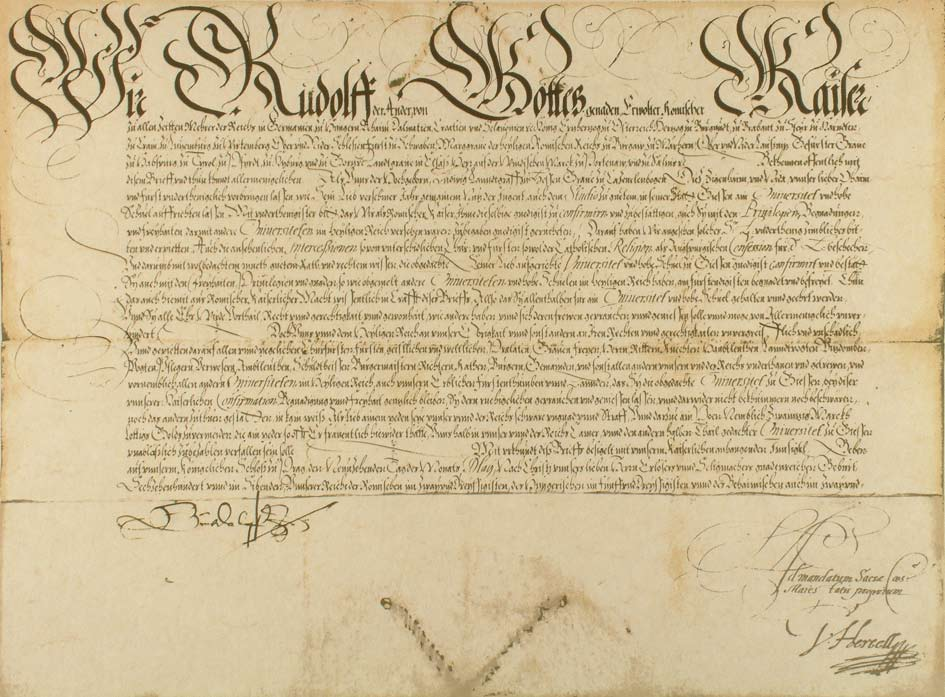
1607年的学校成立证书

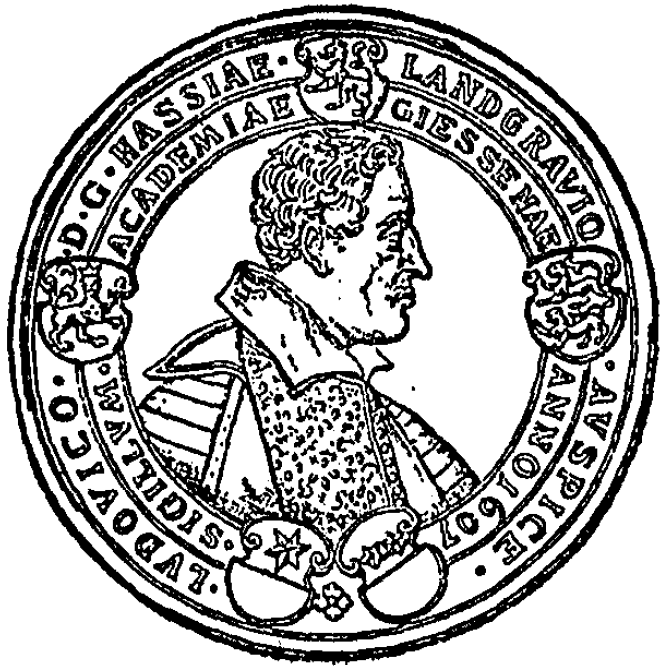
1607年的学校徽章，中间头像为学校创办人路德维希伯爵

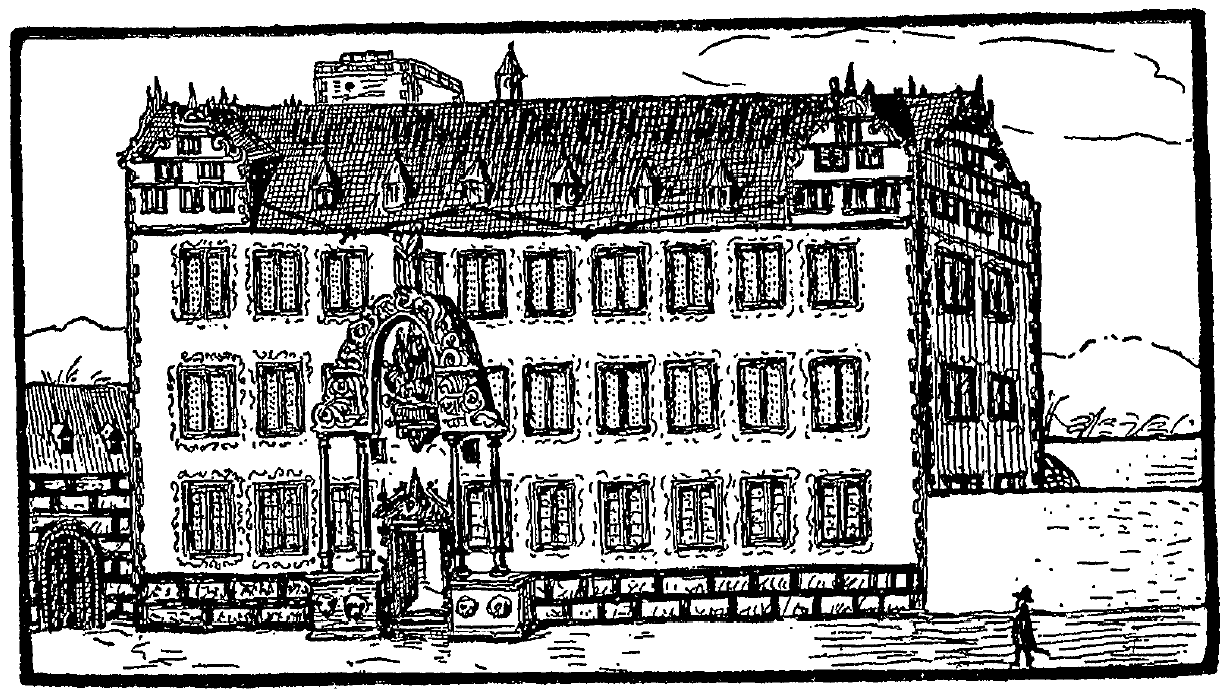
1615年的行政大楼

应该说，吉森大学的创立不得不感谢当时关于宗教改革的争论所引发的“信仰混乱”的年代。黑森-达姆施塔特伯爵路德维希五世之所以创建这所路德宗的州立大学，正是由于当时邻近的马尔堡大学（成立于1527年）以及黑森州的部分地区于1605年加入了加尔文主义的改革宗。而那些不愿参与此次运动的新教徒神学家们，只能被驱逐并独自前往吉森，寻求出路，吉森大学（当时名称为拉丁文的Academia gissena）便应运而生，于1607/1608年的冬季学期正式开始教学活动。
由于黑死病的流行和三十年战争的影响，刚创办不久的学校便不得不面临搬迁的命运。从1625年5月25日至1650年5月5日的近25年间，学校都一直在附近的马尔堡上课。这期间虽也曾于1633年回过吉森，但只短暂停留了12个月。
1787年至1833年期间，会计师、统计学家奥古斯特·弗里德里希·威廉·克罗默（August Friedrich Wilhelm Crome）来到吉森大学讲学，同时还出任校长和一个叫作“战争委员会”的委员。这个委员会的作用是要防止大学图书馆的藏书被法国占领军掠夺一空，因为此时正值18世纪末，学校已经被无情地卷入到了法国大革命战争中。1792年，学校的一些建筑被征用，作为生产武器弹药的厂房。1796年时记录在案的注册学生只有区区30个人，而一度只有其中的5个真正呆在吉森，在此种情况下校方只能无奈的采取停课的措施。
到了19世纪，正是因为有了像威廉·伦琴和尤斯图斯·冯·李比希这样的科学巨匠，给学校增添了不少色彩，更重要的是短期内快速提升了学校的国际知名度。
进入20世纪30年代，由于纳粹登台，以及随后爆发的第二次世界大战，学校受到了极大影响，规模急剧萎缩。1944年12月盟军对吉森的空袭又摧毁了大部分的建筑，即使连主楼都未能幸免于难，在大火中化为废墟。大学附属医院所在的区域更是遭到了灭顶之灾，有42栋建筑被炸弹命中并被夷为平地。与此同时，大约90%的文学系的建筑被彻底毁坏。尽管如此，学校仍旧坚持从1945年1月10日起继续运转。但3月14日开始的新一轮轰炸又将目标指向了兽医学系所在的区域，并且还伴随着美军的地面攻势，学校不得不于当日再一次地宣布闭校。6月26日，卡尔·贝歇特（Karl Bechert）接过了校长的重任并马上着手组织学校的重建工作。此时与新成立的“大黑森地区政府”之间的联络实在是相当困难，而且新派驻到学校的美国首长哈茨霍恩（Hartshorne）也对接管这所坐落于吉森的大学表现地毫无兴趣。到1946年3月底，哲学、神学以及法学这三个科系已被迫关闭，而图书馆的馆藏也悉数送给了周边的大学。4月13日，卡尔·贝歇特终于又重返岗位，而策马克（Cermark）则是他的继任者。5月27日，吉森大学以“尤斯图斯-李比希农业与兽医高等专科学校”的身份复课，直到1957年，这所“高等专科学校”才得以重新恢复到综合性大学的状态。
1997年秋天，一股始于吉森大学的抗议浪潮席卷了整个德国，而此次学生罢课行动又被戏称为“幸运罢课”。由于主楼被学生占领，并且不断有学生走上街头，加入示威和抗议者的队伍，使得校方不得不关闭学校达数周之久，直到1998年春天整场风波停息为止。而学生所表达的不满，主要针对的是校方未加大对于硬件设施的投资以及课堂日益人满为患所带来的资源紧张。

## 现状

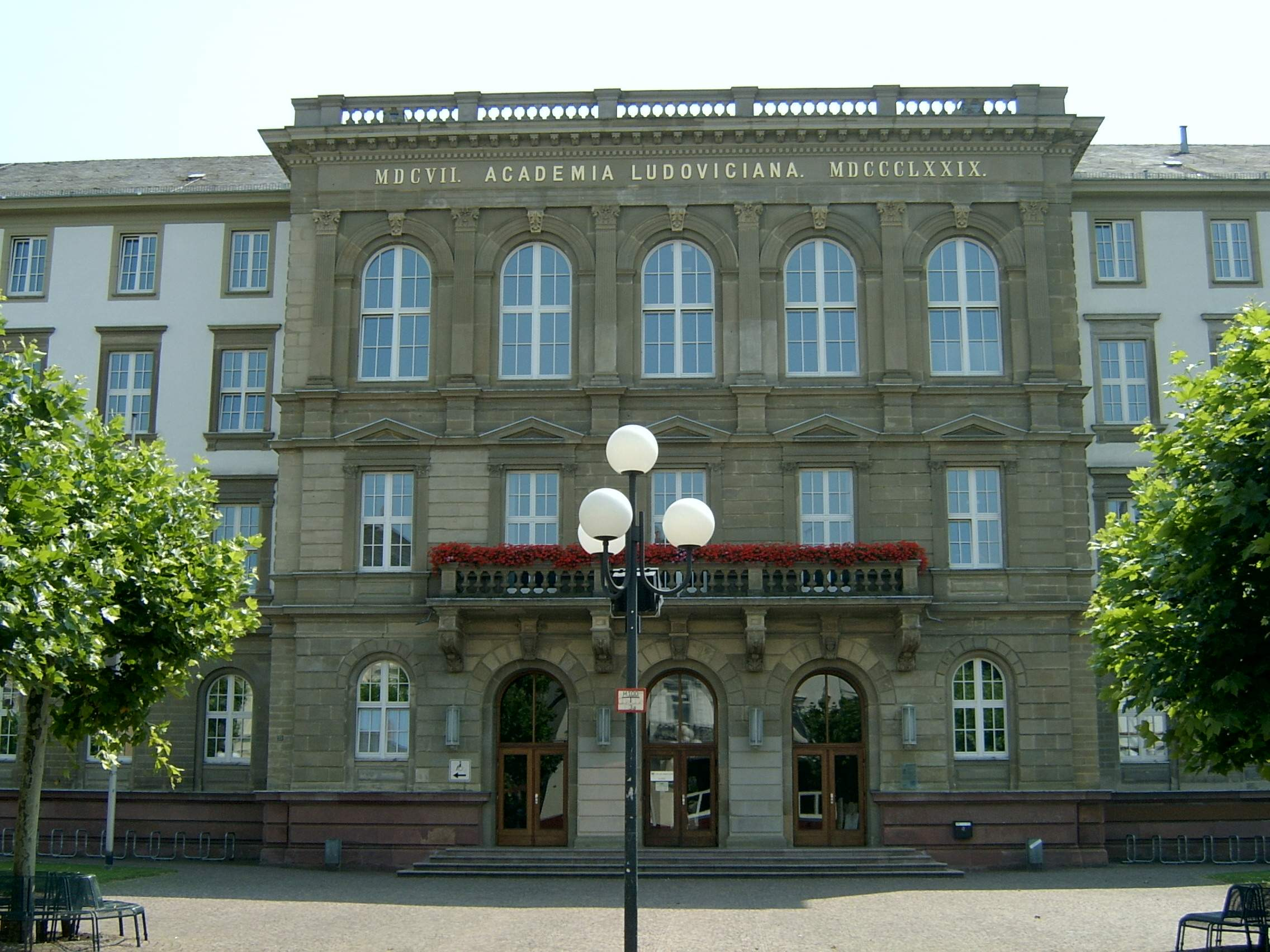
主楼

### 学费
根据社民党和绿党联名发起，并于2008年7月1日通过的法案，黑森州境内所有的公立大学从2008/2009年冬季学期开始不再收取学费。此前，在2007/2008年冬季学期和2008年夏季学期，黑森州公立大学曾短暂地收取过500欧元/学期的学费。而各校则会根据不同情况每学期收取少量的杂费，其中包括各种学校管理费以及能够免费乘坐公共交通的学期票等费用。2010年夏季学期吉森大学的杂费为222.45欧元。

### 学生数目
下表显示了吉森大学学生数目的发展历史：

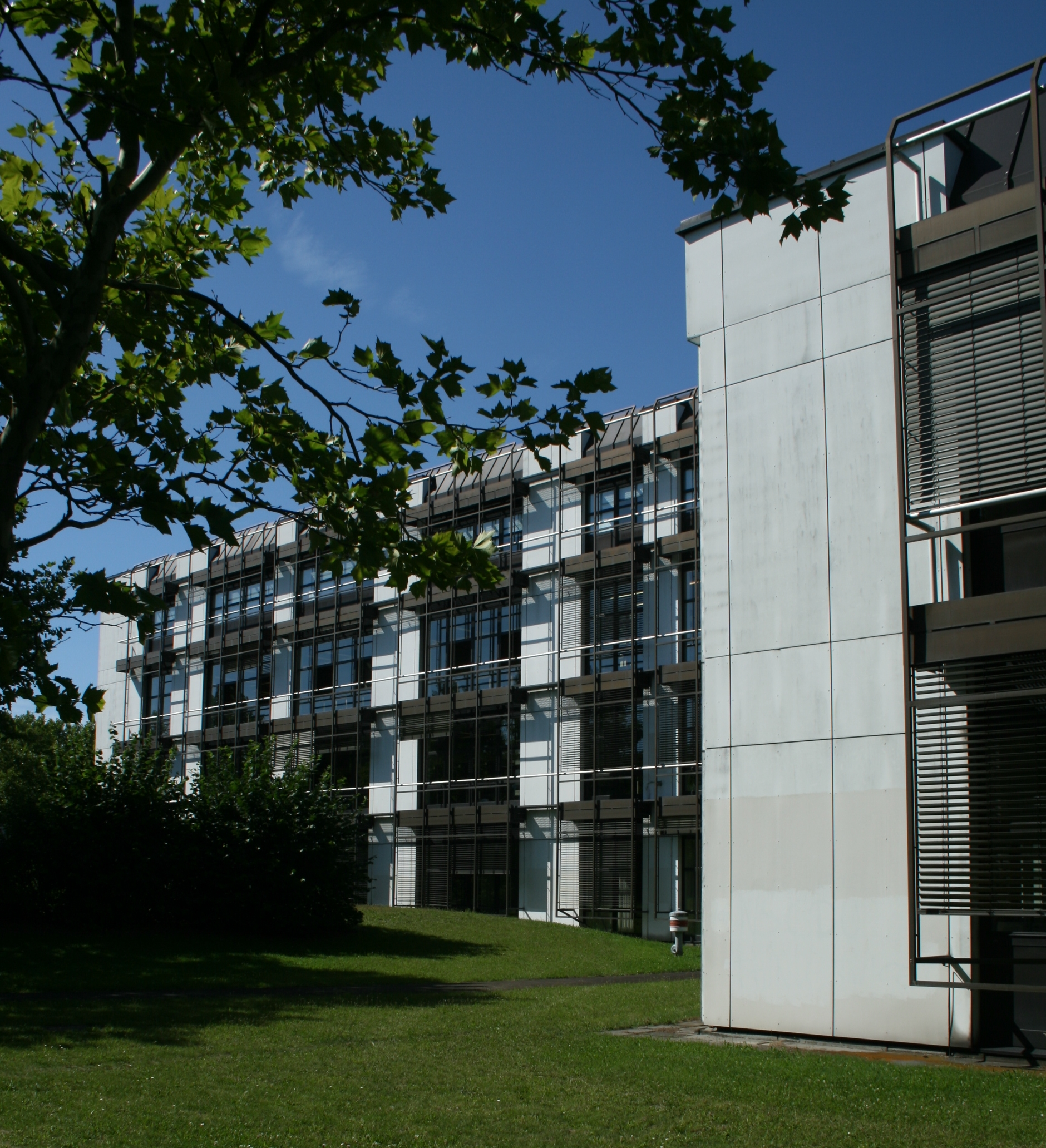
图书馆

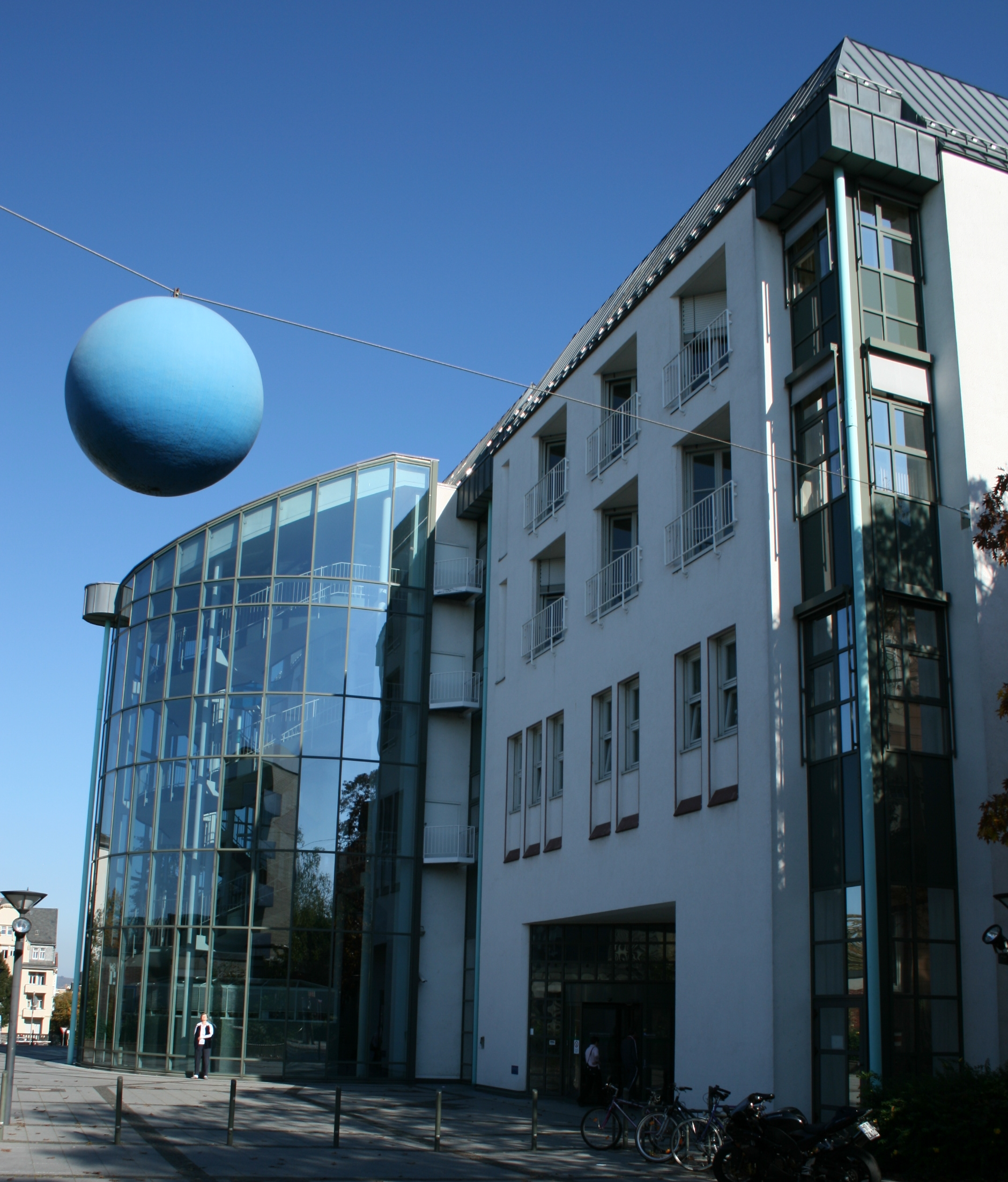
附属医院

截至2009/2010年冬季学期，全校注册学生数和新生数首次分别突破了24000人和4500人的大关。如果从注册学生数来衡量的话，吉森大学是黑森州内第二大高校，仅次于拥有37000名学生的法兰克福大学。

### 院系设置

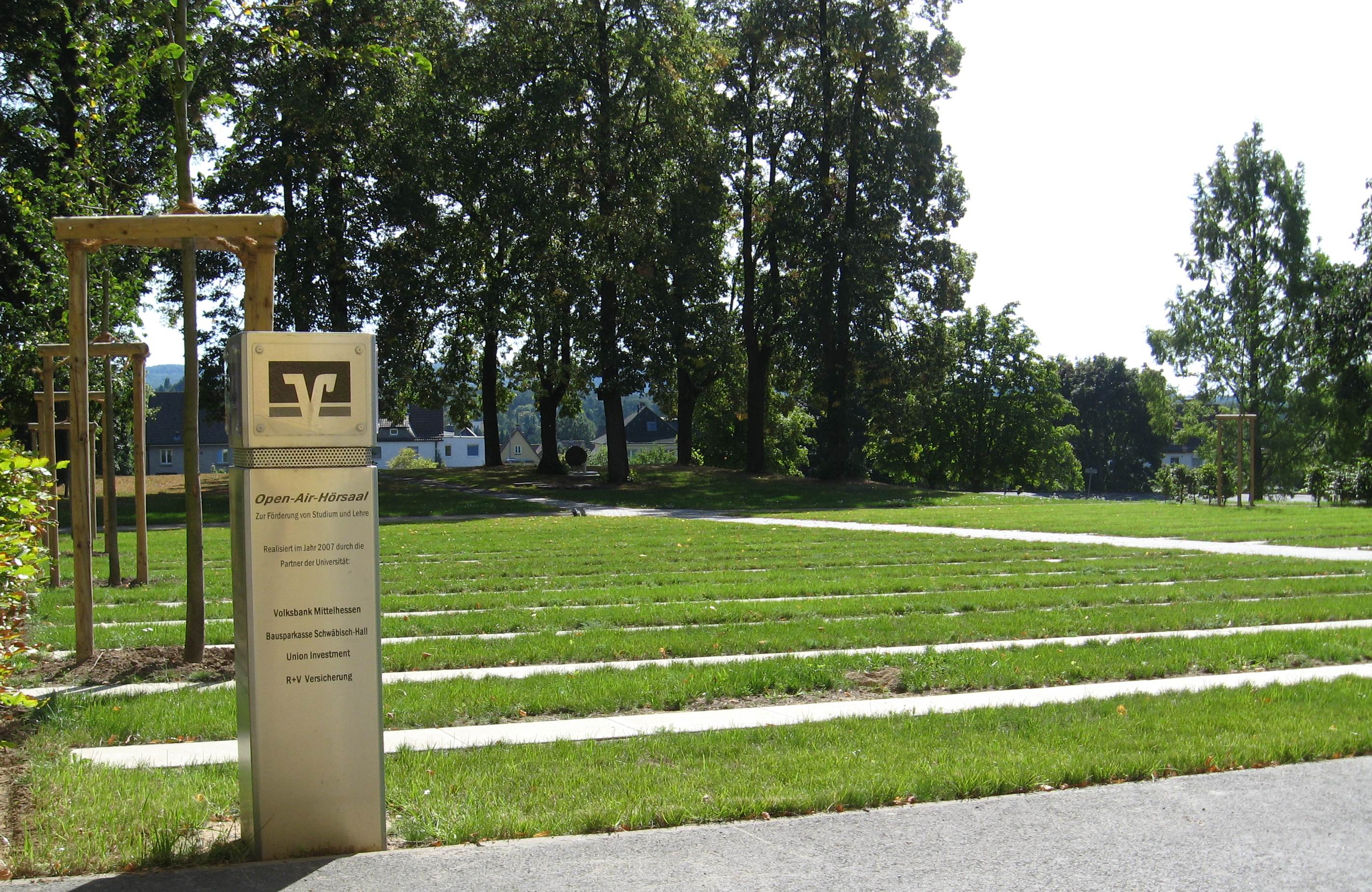
法学系与经济学系校区内的“露天教室”（Open-Air-Hörsaal）

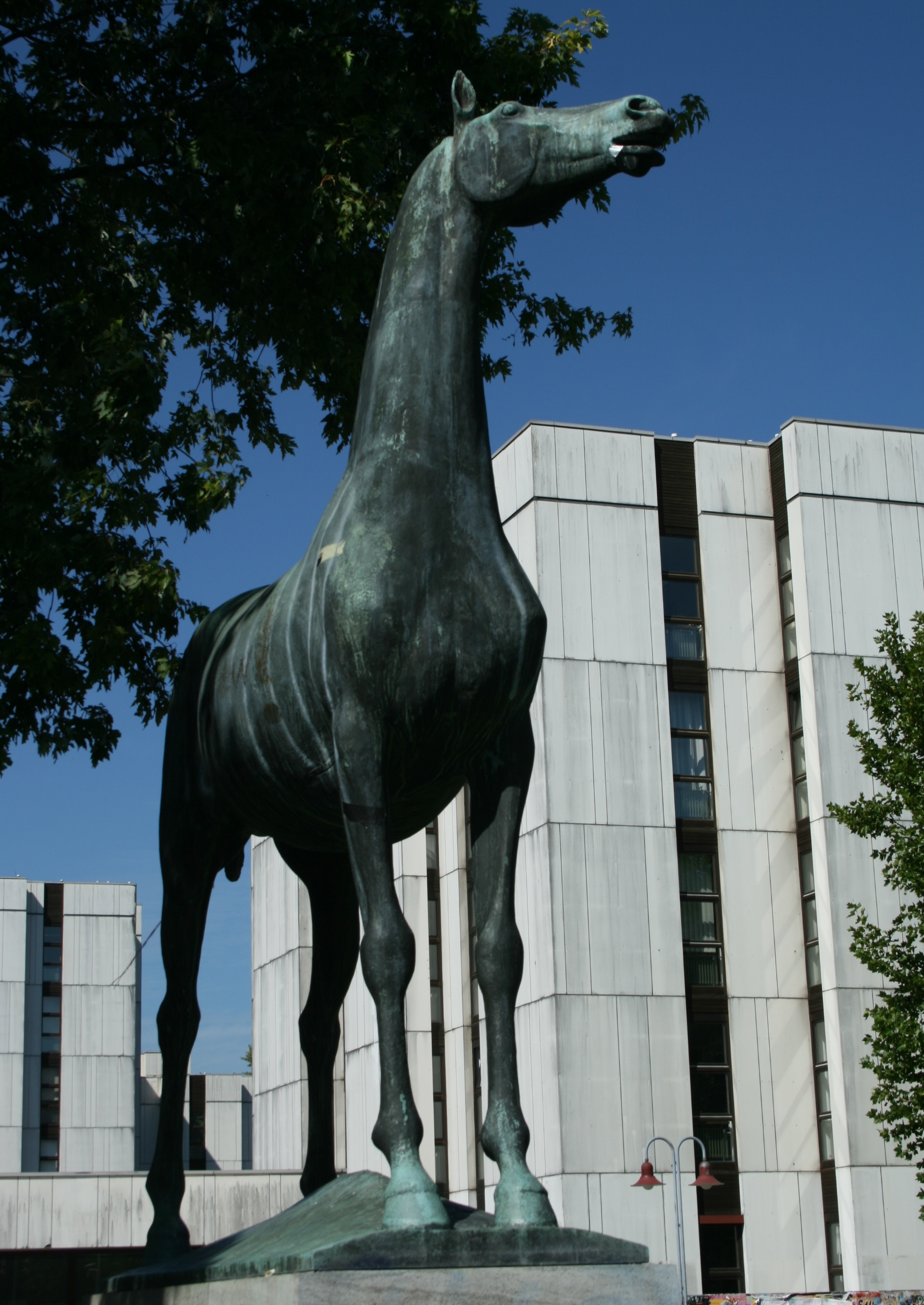
校园内矗立的格哈德·马克斯（Gerhard Marcks）的雕塑作品“嘶啸的骏马”（Wiehernder Hengst）

经过1999年的院系调整，吉森大学如今拥有以下11个科系：
1. 法学  （页面存档备份，存于）
2. 工商管理与经济学
3. 社会学与文化研究  （页面存档备份，存于）
4. 历史学与文化研究  （页面存档备份，存于）
5. 语言学、文学与文化  （页面存档备份，存于）
6. 心理学与体育科学  （页面存档备份，存于）
7. 数学与信息科学、物理学、地理学  （页面存档备份，存于）
8. 生物学与化学  （页面存档备份，存于）
9. 农业科学、营养学与环境管理学  （页面存档备份，存于）
10. 兽医学  （页面存档备份，存于）
11. 医学  （页面存档备份，存于）

吉森大学作为一所综合性大学开设了超过150个专业，其中绝大部分都已经对课程进行了模块化设置，并且按照博洛尼亚进程转换成分段的学士/硕士学制。2009/2010年冬季学期全校共有24100名注册学生，而最受欢迎的专业则分别是企业管理学、营养学、各师范专业以及有招生名额限制的医学专业（含兽医学）。

### 科研机构
吉森大学围绕一系列重点课题建立了直属的研究中心，通常科学家们会在其中进行学科交叉的合作研究。
- 哲学与科学基础研究中心（ZfP）， 由奥多·马库阿德（Odo Marquard）于1960年代创办[12]
- 国际发展与环境研究中心（ZEU），成立于1998年[13]
- 环境安全的生物学基础跨学科研究中心（IFZ），成立于2000年[14]
- 媒体与互动研究中心（ZMI）， 成立于2000年[15]
- 吉森文化研究中心（GGK），成立于2001年[16]
- 吉森东欧研究中心（GiZo），成立于2006年[17]

此外，吉森大学还拥有以下附属科研机构：
- 吉森大学农村合作社研究所[19]
- 吉森大学野生动物学研究工作组[20]
- 吉森大学生物心理学与行为医学研究所[21]
- 吉森大学社会调查与应用研究所[22]
- 吉森大学品牌与传播研究所[23]

### 大学排名
上海交通大学2011年世界大学学术排名将吉森大学排在德国第33-39位和世界第401-500位。英国《泰晤士高等教育》2020年世界大学排名世界大学排名将吉森大学排在世界第351-400位。

## 国际交流
作为一所德国高校，吉森大学除了参加伊拉斯谟计划，这一传统的欧洲大学间交流计划外，还与世界各地40余所大学签署了合作或者是交流协议，并定期与各校进行学术上的合作交流，或者是教师与学生的互换。
而借助黑森州与美国路易斯安那州、马萨诸塞州、威斯康星州以及澳大利亚昆士兰州良好的州级教育合作关系，吉森大学学生也有机会参与其中的交流项目。
目前与吉森大学展开合作交流的院校包括（部分）：
- 华威大学，考文垂， 英国
- 内布拉斯加-林肯大学，林肯/内布拉斯加州， 美国
- 麦觉理大学，悉尼，
- 东京外国语大学，东京， 日本
- 國立東華大學，花蓮， 臺灣
- 对外经济贸易大学，北京， 中国
- 西北农林科技大学，杨凌， 中国

### 友好学校
目前与吉森大学正式签署协议，建立了伙伴学校关系的大学包括：
- 艾杰大学（Ege University），伊兹密尔， 土耳其，始于1970年
- 堪薩斯州立大學，曼哈顿/堪薩斯州， 美国，始于1976年
- 威斯康星大学（同时包括麦迪逊分校与密尔沃基分校），麦迪逊、密尔沃基/威斯康星州， 美国，始于1983年
- 喀山联邦大学，喀山， 俄羅斯，始于1989年
- 罗兹大学，罗兹， 波蘭，始于1978年

## 著名校友

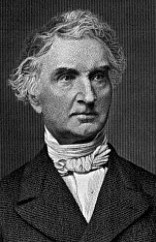
尤斯图斯·冯·李比希

学校四百余年的历史积淀，有不少知名人物曾经在此学习，或是从这里毕业，他们包括：
- 埃米尔·埃伦迈尔：化学家
- 奥古斯特·威廉·冯·霍夫曼：化学家
- 弗里德里希·奥古斯特·凯库勒·冯·斯特拉多尼茨：化学家
- 威廉·李卜克内西：社会主义者，德国社会民主党创始人之一
- 旺加里·马塔伊：社会活动家，2004年诺贝尔和平奖获得者
- 弗兰克-瓦尔特·施泰因迈尔：政治家，法学家，德国社会民主党内重要人物，前德国副总理兼外交部长

除了学校的命名者，著名的化学家、“肥料工业之父”尤斯图斯·冯·李比希之外，还有很多学者曾经在吉森大学担任教授，对学校产生过重要影响：
- 恩斯特·奥托·贝克曼：化学家，发明贝克曼温度计（英语：Beckmann thermometer）、以及发现贝克曼重排反应
- 瓦尔特·博特：物理学家、数学家和化学家，1954年诺贝尔物理学奖获得者
- 保罗·德鲁德：物理学家
- 科特·考夫卡：心理学家，格式塔学派创立者之一
- 威廉·伦琴：物理学家，发现X射线，1901年首届诺贝尔物理学奖获得者
- 威廉·维恩：物理学家，1911年诺贝尔物理学奖获得者
- 科斯塔斯·西米蒂斯：政治家，希腊前总理

此外，在吉森大学获得名誉博士头衔的人物包括：
- 让-巴蒂斯特·贝尔纳多特：法国革命将军，1798年12月17日获得哲学荣誉博士[32]，1818年加冕成为瑞典国王卡尔十四世·约翰
- 海因里希·弗里泽（Heinrich Friese）：昆虫学家，1907年被授予荣誉博士
- 卡斯帕·埃尔姆（Kaspar Elm）：历史学家，1997年获得荣誉博士。

## 备注
1. ↑  今天学校主楼上方悬挂的校名仍旧是这一名字的拉丁文写法Ludoviciana
2. ↑  加上另外一所位于该市的吉森-弗里德贝格应用技术大学的7000名学生[4]，超过3万名的大学生占了吉森总人口7万的近一半，比排在第二的另一著名大学城马尔堡多出了将近15个百分点
3. ↑  与很多欧洲国家相似，德国传统大学教育授予的第一学位是硕士，而根据1999年签订的《博洛尼亚宣言》提供的时间表，所有转换工作应该在2010年底前完成
4. ↑  德国并不开设专门的师范院校，而是将相关专业设置到各所综合性大学的各科系中，与普通学生共同培养，但同时也会专门授予师范相关课程

## 资料来源
1. 1 2 3 4  .   [2010-01-18]. （原始内容存档于2015-06-26）.
2. ↑  si. . Gießener Allgemeine. Nr. 8. Gießen. 2007年1月10日: 20.
3. 1 2  德国大学列表
4. ↑  （德语）吉森-弗里德贝格应用技术大学统计资料，于2009年9月29日查阅[永久]
5. ↑  800 Jahre Gießener Geschichte，106页
6. ↑  800 Jahre Gießener Geschichte，105页
7. ↑  http://www.studentenpresse.com/apsp/index.php?page=news&show=02293 （页面存档备份，存于） Studentenpresse Online
8. ↑  .   [2010-01-23]. （原始内容存档于2015-11-09）.
9. ↑  1980年、1985年、1990年、1995年、2000年、2007年的数据来源：出版者：Der Präsident der Justus-Liebig-Universität Gießen，书名：Bericht des Präsidiums，2005年2月2日
 1939年夏天的数据：出版者：Brake, Ludwig，书名：800 Jahre Giessener Geschichte，吉森，1997年，464页
10. ↑  .   [2010-01-20]. （原始内容存档于2015-12-26）.
11. ↑  .   [2010-01-20]. （原始内容存档于2015-03-22）.
12. ↑  .   [2010-01-20]. （原始内容存档于2010-01-26）.
13. ↑  .   [2010-01-20]. （原始内容存档于2015-09-14）.
14. ↑  .   [2010-01-20]. （原始内容存档于2012-08-31）.
15. ↑  .   [2010-01-20]. （原始内容存档于2007-08-19）.
16. ↑  .   [2010-01-20]. （原始内容存档于2010-02-12）.
17. ↑  .   [2010-01-20]. （原始内容存档于2015-12-16）.
18. ↑  .   [2010-01-20]. （原始内容存档于2015-05-12）.
19. ↑  .   [2010-01-20]. （原始内容存档于2009-08-15）.
20. ↑  .   [2010-01-20]. （原始内容存档于2018-08-05）.
21. ↑  .   [2010-01-20]. （原始内容存档于2010-01-30）.
22. ↑  .   [2010-01-20]. （原始内容存档于2009-08-17）.
23. ↑  .   [2010-01-20]. （原始内容存档于2012-11-22）.
24. ↑  . 上海交通大学高等教育研究院世界一流大学研究中心.   [2012年8月10日]. （原始内容存档于2012年8月10日）.
25. ↑  . 上海交通大学高等教育研究院世界一流大学研究中心.   [2012年8月10日]. （原始内容存档于2012年6月29日）.
26. ↑  . QS Quacquarelli Symonds Limited.   [2010年1月20日]. （原始内容存档于2010年7月16日）.
27. ↑  .   [2010-01-20]. （原始内容存档于2015-12-12）.
28. ↑  .   [2010-01-23]. （原始内容存档于2015-07-05）.
29. ↑  .   [2010-01-23]. （原始内容存档于2015-05-12）.
30. ↑  .   [2010-01-23]. （原始内容存档于2015-05-12）.
31. ↑  .   [2010-01-20]. （原始内容存档于2015-05-12）.
32. ↑  800 Jahre Gießener Geschichte，107页和（德语）贝尔纳多特成为吉森荣誉博士 （页面存档备份，存于）